# Paul Tergat
Paul Kibii (Paul) Tergat (Riwo, Baringo-district, Kenia, 17 juni 1969) is een Keniaans atleet, die gespecialiseerd was in de halve marathon en het veldlopen. Hij werd vijfmaal wereldkampioen veldlopen en tweemaal wereldkampioen op de halve marathon. Hij werd met name internationaal bekend door op 28 september 2003 in de marathon van Berlijn het wereldrecord op de marathon te verbeteren naar 2:04.55. Hij nam driemaal deel aan de Olympische Spelen en won hierbij in totaal twee zilveren medailles.

## Biografie

### Gelijkmatige ontwikkeling
Tergat ontwikkelde zich als atleet in de loop der jaren uitermate gelijkmatig. Na een eerste uitstapje op de 10.000 m in 1991, concentreerde hij zich vanaf 1992 allereerst op de 5000 m, waarna hij dit nummer vanaf 1993 in toenemende mate combineerde met de 10.000 m. Op beide nummers liep hij zijn beste tijden in 1997. Vanaf 1995 nam hij naast de baanwedstrijden bovendien deel aan wegwedstrijden tot en met halve marathons. Zo won hij bijvoorbeeld in 1995 de Dam tot Damloop in een tijd van 45.50, terwijl hij dat jaar ook tweede werd op de 5000 m tijdens de Wereld Militaire Spelen in een tijd van 13.27,44. Deze wedstrijd werd gewonnen door Shem Kororia.

### Tweemaal zilver achter Gebrselassie
Op de Olympische Spelen van 1996 in Atlanta won Paul Tergat een zilveren medaille op de 10.000 m. Na een hevig duel met Haile Gebrselassie moest hij op de finishlijn in de Ethiopiër zijn meerdere erkennen. Tijden: 27.07,34 om 27.08,17. Vier jaar later vormde de 10.000 m op de Spelen van Sydney een herhaling van die van Atlanta, zij het dat het verschil op de finish nu 0,09 seconden bedroeg. Gebrselassie won in 27.18,20, Tergat volgde in 27.18,29. In zijn later in het Nederlands vertaalde biografie Lopen met Haile vertelt Gebrselassie, hoe hij in Sydney in die finale door het oog van de naald kroop. Hij werd door Tergat opgezweept, terwijl hij eigenlijk niet meer kon lopen van de pijn.

### Wereldrecord
Ná de Spelen van Sydney stapte Tergat over op de marathon. Ook hier volgde een geleidelijke uitbreiding van zijn ervaring, vóór hij zich serieus aan een aanval op het wereldrecord durfde te wagen. De overtuiging dat hij hiertoe in staat zou zijn, kreeg hij bij de marathon van Londen in 2003. Hier finishte hij als vierde in 2:07.59. 'Ik dacht: als ik in slechte omstandigheden die prestatie kan leveren, kan ik ook een wereldrecord lopen. Ik heb alle andere wedstrijden en reizen geschrapt en me vier maanden geconcentreerd op dit ene doel.' Tergat legde zichzelf een zwaar trainingsprogramma op toen hij zijn recordaanval voorbereidde. Met zijn trainingsgroep liep hij weken van 240 tot 260 kilometer, zo vertelde hij na zijn race in Berlijn aan het Leichtathletik Magazine. In de vier maanden voor 'Berlijn' liep hij meermalen een afstand van 41 kilometer, als mentale voorbereiding voor de laatste moeilijke kilometers.'Het is geen programma dat voor iedereen geschikt is. Maar ik vond er baat bij. Ik had de laatste kilometers het gevoel of de zolen onder mijn schoenen waren verdwenen, zoveel pijn had ik.'
Tergat koos voor Berlijn, omdat hij daar - anders dan in Chicago - de wedstrijd zelf mocht regisseren. Toch liep het voor hem nog bijna mis. In de laatste kilometers liep Tergat zij aan zij met Sammy Korir. De Keniaan, aangetrokken als tempomaker, bleef in de wedstrijd en voltooide zijn eerste marathon. Zijn debuut (2:04.56) moet misschien nog wel hoger worden aangeslagen dan het wereldrecord van de meester. De laatste merkte een tikje verontwaardigd op, dat de stunt van zijn landgenoot tegen alle afspraken in was en dat de haas niet het zwaarwegende kruis van de favoriet draagt, wat een niet te verwaarlozen voordeel is.

### Derde Olympische Spelen
Een jaar later koos Tergat bij zijn derde optreden op Olympische Spelen, de Spelen van Athene, voor de olympische marathon. Zijn ultieme doel was vanzelfsprekend de olympische titel. Maar angst voor de omstandigheden had hij van tevoren wel. 'Athene zal een grote marteling worden voor de marathonlopers, vooral omdat de race overdag wordt gehouden. Ik ben bang voor de weersomstandigheden. Wat het moeilijk maakt om je specifiek voor te bereiden, is de zekerheid dat het ten opzichte van de meeste grote marathons een tactische race wordt. Tergats angst werd bewaarheid; hij liep tegen een zware inzinking op en eindigde ten slotte op een tiende plaats in 2:14.45. De wedstrijd werd gewonnen door de Italiaan Stefano Baldini in 2:10.55.

## Titels
- Wereldkampioen halve marathon - 1999, 2000
- Wereldkampioen veldlopen - 1995, 1996, 1997, 1998, 1999
- Keniaans kampioen veldlopen - 1992, 1995, 1996, 2000

## Persoonlijke records
Baan
| Onderdeel   | Prestatie | Datum            | Plaats  |
| ----------- | --------- | ---------------- | ------- |
| 1500 m      | 3.42,3    | 1 januari 1996   |         |
| 1 Eng. mijl | 3.58,4    | 10 augustus 1996 | Monaco  |
| 2000 m      | 4.57,4    | 10 augustus 1996 | Monaco  |
| 3000 m      | 7.28,70   | 10 augustus 1996 | Monaco  |
| 5000 m      | 12.49,87  | 13 augustus 1997 | Zürich  |
| 10.000 m    | 26.27,85  | 22 augustus 1997 | Brussel |

Weg
| Onderdeel      | Prestatie       | Datum             | Plaats   |
| -------------- | --------------- | ----------------- | -------- |
| 10 km          | 27.51           | 17 april 1999     | Milaan   |
| 12 km          | 33.10           | 31 januari 2001   | Catania  |
| 15 km          | 42.04           | 4 april 1998      | Milaan   |
| 20 km          | 56.18           | 4 april 1998      | Milaan   |
| halve marathon | 59.17 (ex-WR)   | 4 april 1998      | Milaan   |
| 25 km          | 1:14.43         | 28 september 2003 | Berlijn  |
| 30 km          | 1:29.00 *       | 14 april 2002     | Londen   |
| marathon       | 2:04.55 (ex-WR) | 28 september 2003 | Berlijn  |
| 8 km           | 22.22           | 24 april 1999     | Balmoral |
| 5 Eng. mijl    | 22.27           | 24 april 1999     | Balmoral |
| 10 Eng. mijl   | 45.16           | 7 april 1999      | Milaan   |

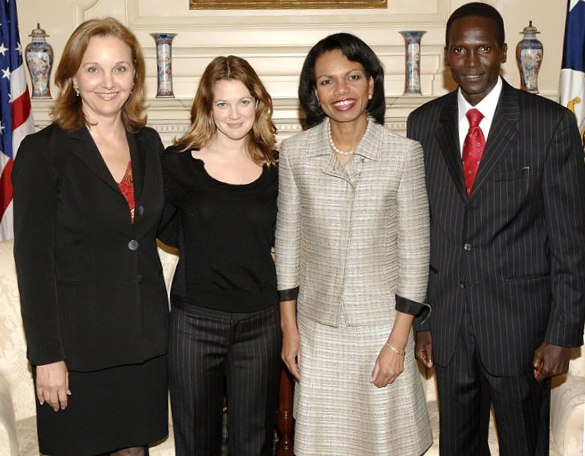
Ontmoeting van Tergat, Josette Sheeran Shiner en Drew Barrymore met Condoleezza Rice

* Deze tijd werd gelopen tijdens een langere wedstrijd

## Palmares

### 3000 m
- 1994:  Caorle - 7.58,33
- 1995: 5e Herculis Vittel in Monte Carlo - 7.36,68
- 1996: 4e Herculis Vittel in Monte Carlo - 7.28,70
- 1998:  British Grand Prix in Sheffield - 7.39,50
- 1999:  Athletissima - 7.36,89

### 5000 m
- 1992:  Bolzano - 13.48,64
- 1993:  Massa Marittima - 13.40,33
- 1993:  Rieti - 13.20,16
- 1994:  Herculis in Fontvieille - 13.15,86
- 1995:  Gran Premio Diputación Provincial de Sevilla - 13.22,12
- 1995:  Znamensky Memorial in Moskou - 13.24,55
- 1995:  Athletissima - 13.10,12
- 1995:  CISM Military World Games in Rome - 13.27,44
- 1996:  Milano Meeting - 13.24,30
- 1996:  Weltklasse Zürich - 12.54,72
- 1997:  Weltklasse Zürich - 12.49,87
- 1997:  Toto International Super Meeting in Tokio - 13.40,12
- 1998:  Live '98 in Nürnberg - 13.01,31
- 1998:  LG Athletics Meeting in Stuttgart - 13.00,91
- 1999:  Golden Gala - 12.55,37
- 2000:  Golden Gala - 12.55,18
- 2000:  Athletissima - 13.02,49
- 2000:  Keniaanse olympische Trials- 13.25,4
- 2000:  Weltklasse Zürich - 12.58,21

### 10.000 m
- 1991:  Nairobi - 29.46,8
- 1993:  Memorial Van Damme - 27.18,43
- 1995:  WK, Göteborg - 27.14,70
- 1996:  OS - 27.08,17
- 1997:  Keniaanse WK Trials - 28.38,1
- 1997:  WK, Athene - 27.25,62
- 1997:  Memorial Van Damme - 26.27,85
- 1998:  Memorial Van Damme - 26.46,44
- 1999:  DN Galan - 27.10,08
- 1999:  WK, Sevilla - 27.58,56
- 2000:  Memorial Van Damme - 27.03,87
- 2000:  OS - 27.18,29

### 5 km
- 1995:  Bupa International Road Race in Portsmouth - 13.40

### 10 km
- 1992: 4e La Matesina in Bojano - 29.33,0
- 1993: 4e Notturna Città di Guastalla - 28.48
- 1994:  Giro Media Blenio in Dongio - 27.40
- 1994:  La Matesina in Bojano - 28.11
- 1994:  Quartu Corre in Quartu Sant' Elena - 28.22
- 1994:  Memorial Pepe Greco in Scicli -
- 1994:  Corsa Internazional di San Silvestro in Bolzano - 28.36
- 1995:  Giro Media Blenio in Dongio - 28.23
- 1995: 4e Euro Parque Road Race in Oporto - 28.44
- 1995:  Peppe Greco in Scicli - 28.44
- 1996:  Giro Media Blenio in Dongio - 28.36
- 1996:  Memorial Peppe Greco in Scicli - 28.44
- 1997:  Giro Medio Blenio in Dongio - 28.19
- 1997:  Mattoni Grand Prix in Praag - 28.59
- 1998:  Corrida de San Fernando in Punta del Este - 28.04
- 1998:  Mattoni Grand Prix in Praag - 28.30,6
- 1998:  Memorial Pepe Greco in Scicli - 29.04
- 1999:  Corrida Internacional de San Fernando in Punta del Este - 27.54
- 1999:  Memorial Pepe Greco in Scicli - 29.30,3
- 2000:  Corrida Internacional de San Fernando in Punta del Este - 28.04
- 2000:  Dino Hugo Tinelli in Bolivar - 29.15
- 2001:  Corrida Internacional de San Fernando in Punta del Este - 28.46
- 2001:  World's Best in San Juan - 28.25
- 2002:  World's Best in San Juan - 28.18
- 2002:  Abraham Rosa in Toa Baja - 28.59
- 2002:  Mattoni Grand Prix in Praag - 28.14
- 2003: 5e World's Best in San Juan - 28.30,8
- 2003:  Great Manchester Run - 28.48
- 2003:  Giro Podistico Città di Arco - 29.07
- 2004: 4e Great Manchester Run - 28.22
- 2004:  San Silvestro Vallecana in Madrid - 28.24
- 2008:  Nike+ Human Race in Rome - 30.43
- 2009:  Great Ireland Run - 28.46

### 15 km
- 1994:  La Courneuve - 42.12
- 1995:  San Silvester loop, São Paulo - 43.12
- 1996:  San Silvester loop, São Paulo - 43.50
- 1998:  San Silvester loop, São Paulo - 44.47
- 1999:  San Silvester loop, São Paulo - 44.35
- 2000:  San Silvester loop, São Paulo - 43.57
- 2003:  Zevenheuvelenloop - 43.51
- 2005:  São Silvestre de Luanda - 45.22,8

### 10 Eng. mijl
- 1992:  Diecimiglia del Garda- Stage 3 - 46.44
- 1993:  Diecimiglia del Garda - 47.31
- 1993:  Dam tot Damloop - 46.07
- 1995:  Dam tot Damloop - 45.50

### halve marathon
- 1992: 5e halve marathon van South Shields - 1:01.03
- 1993:  halve marathon van Milaan - 1:00.45
- 1994: 11e WK, Oslo - 1:01.37
- 1994:  halve marathon van South Shields - 1:00.42
- 1994:  halve marathon van Milaan - 1:00.13
- 1995:  halve marathon van Milaan - 59.56
- 1996:  halve marathon van Milaan - 58.51 (parcours 49 m. te kort)
- 1997:  halve marathon van Milaan - 1:00.23
- 1998:  halve marathon van Milaan - 59.17 (WR)
- 1999:  halve marathon van Milaan - 59.22
- 1999:  WK, Palermo - 1:01.50
- 1999:  halve marathon van Palermo - 1:06.25
- 2000:  halve marathon van Lissabon - 59.06 *
- 2000:  WK, Veracruz - 1:03.47
- 2001:  halve marathon van Lissabon - 1:00.27
- 2001: 5e halve marathon van Sapporo - 1:03.15
- 2001:  Great North Run in South Shields - 1:00.30
- 2002:  halve marathon van Lissabon - 59.46 *
- 2002:  halve marathon van Virginia Beach - 1:01.59
- 2003: 7e halve marathon van Lissabon - 1:00.51 *
- 2005:  halve marathon van Lissabon - 59.10 *
- 2006: 4e halve marathon van Lissabon - 59.42 *
- 2008:  halve marathon van Lissabon - 1:01.34

* Licht aflopend parcours (vandaar in 2000 geen nieuw WR)

### marathon
- 2001:  Londen Marathon - 2:08.15
- 2001:  Chicago Marathon - 2:08.56
- 2002:  Londen Marathon - 2:05.48
- 2002: 4e Chicago Marathon - 2:06.18
- 2003: 4e Londen Marathon - 2:07.59
- 2003:  marathon van Berlijn - 2:04.55 (WR)
- 2004: 10e OS - 2:14.45
- 2005:  New York City Marathon - 2:09.30
- 2005: 8e Londen Marathon - 2:11.38
- 2006:  New York City Marathon - 2:10.10
- 2007: 6e marathon van Londen - 2:08.06
- 2008: 4e New York City Marathon - 2:13.10
- 2009:  marathon van Otsu - 2:10.22

### veldlopen
- 1993: 10e WK, Amorebieta (11.750 m) - 33.35
- 1994: 4e WK, Boedapest (12.060 m) - 34.36
- 1995:  WK, Durham (12.020 m) - 34.05
- 1996:  WK, Stellenbosch (12.150 m) - 33.44
- 1997:  WK, Turijn (12.600 m) - 35.11
- 1998:  WK, Marrakesh (12 km) - 34.01
- 1999:  WK, Belfast (12 km) - 38.28
- 2000:  WK, Vilamoura (12.300 m) - 35.02

2000 Paul Tergat ·
2001 Haile Gebrselassie ·
2002 Paul Malakwen Kosgei ·
2003 Martin Lel ·
2004 Paul Kirui ·
2005 Fabiano Joseph Naasi ·
2006 Zersenay Tadese ·
2007 Zersenay Tadese ·
2008 Zersenay Tadese ·
2009 Zersenay Tadese · 
2010 Wilson Kiprop ·
2012 Zersenay Tadese ·
2014 Geoffrey Kamworor ·
2016 Geoffrey Kamworor ·
2018 Geoffrey Kamworor
- Bibliothèque nationale de France: cb14591832h (data)
- Gemeinsame Normdatei: 130140791
- World Athletics: 14209893
- International Standard Name Identifier: 0000 0000 7844 178X
- Virtual International Authority File: 27313523
- WorldCat: E39PBJfx6Bwvy9CYWDXqQQBHG3